# Коз Виран
Коз Виран, още Козюрен или Кузурен (на гръцки: Κάτω Βυρσίνη, Като Вирсини), е село в Гърция, разположено на територията на дем Козлукебир (Ариана), област Източна Македония и Тракия.

## География
Селото е разположено на южните склонове на Родопите.

## История
В 19 век Кузерен е село в Гюмюрджинска кааза на Одринския вилает на Османската империя. Според статистиката на професор Любомир Милетич в 1912 година в селото живеят помаци.
Към 1942 година в село Коз Виран (Козвиран) живеят 358 помаци.